# Kazár Birodalom

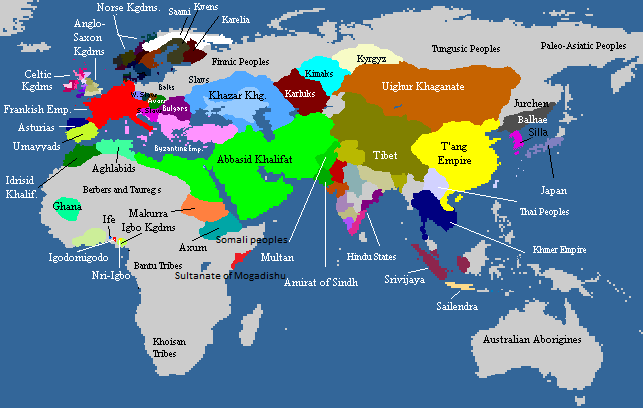
A világ térképe 820-ban, benne kék színnel jelölve a Kazár Birodalom.

A Kazár Birodalom a kelet-európai sztyepp legszervezettebb állama volt, melyet a kazárok uraltak. A Volga, a Kaukázus és a Don közötti területen a 7. századtól a 10. századig. Befolyása egy időben keleten az Aralig, nyugaton a Dunáig terjedt. A Türk Birodalomból vált ki a 7. század elején és hatalmát a 10. század közepén I. Szvjatoszláv kijevi fejedelem döntötte meg, az utolsó kazár településeket a 11. század elején foglalták el az oroszok.

## A kazárok
A kazárok – valószínűleg csuvasos típusú – török nyelvű nép voltak. Egy szír forrás 555-ben említi a kazárokat kaszar névalakban, mint a Kaukázustól északra élő népet. Nevük egy török Kaszar névalakon keresztül Caesar nevére megy vissza. A Kaszar gyakori név volt a sztyeppén, többek között egy gandharai uralkodót és Dzsingisz kán öccsét is így hívták. Nevük jelentése így Kaszar (népe), de nem tudjuk, ki volt ez a Kaszar. Isztahri szerint nyelvük a volgai bolgárokéhoz állt a legközelebb.

## A kazárok a Türk Birodalomban

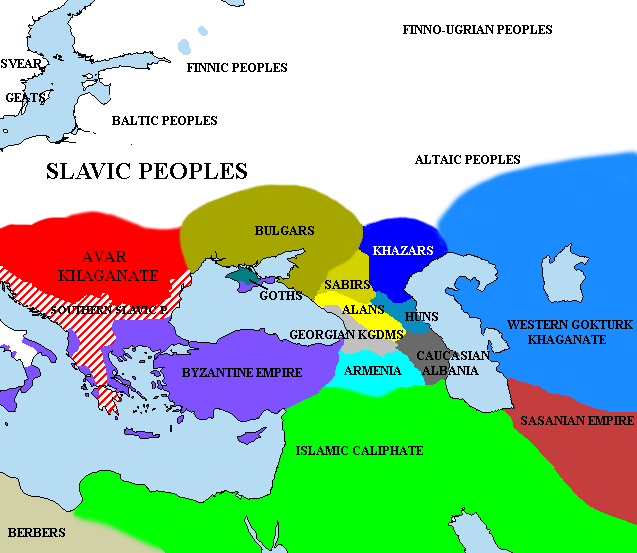
A kazárok és szomszédaik 630 körül

A belső-ázsiai türk hatalomátvételt követően, az 560-as évektől kezdve a nyugati türkök gyakoroltak fennhatóságot a kaukázusi ogurok fölött, de ez a függés nem lehetett túl erős.
A Kazár Birodalom születése és későbbi sorsa is szorosan összefüggött Derbent városával. Ez a fontos kereskedőváros a Kaszpi-tenger nyugati partján fekszik, s az északi nomád és déli iráni világ között volt az ütközőpont. Ma is imponálóan hatalmas erődítményrendszere van, várfalait Huszrau Anósírván szászánida uralkodó idején, az 550-es években kezdték építeni, s létrejötte éppen az északi nomád ellenség, a kazárok elleni védekezésnek volt köszönhető. Az 530-as évektől kezdve Bizánc és Irán, a két nagyhatalom állandó harcban állt egymással. Az 560-as években a türk–bizánci kapcsolatok felvételének is a bizánci–iráni ellenségeskedés állt a hátterében. A perzsákat annyira lekötötte a bizánciak elleni harcuk, hogy nem tudták megakadályozni a szavirok és kazárok betöréseit. 552–553-ban az utóbbiak elfoglalták Derbentet és a kaukázusi Albania északi részét. Az 562-ben megkötött bizánci–perzsa béke lehetővé tette azonban, hogy a perzsák kiépítsék a derbenti falat, sőt más kaukázusi erődök felépítését is vállalták a nomád betörések ellen. Ezekben az építkezésekben a szintén érdekelt Bizánc is anyagi támogatást nyújtott.
Az albaniai nomád betörés vezetői a szabirok voltak, hiszen ez idő tájt az avarok, majd türkök megjelenéséig a szavirok voltak a legerősebb hatalom az Észak-Kaukázusban. A kazárok és más ogur-bolgár törzsek csak mint a szabirok szövetségesei vehettek részt a betörésekben. A nomádok mintegy tíz évig, az 560-as évekig tartózkodtak a kaukázusi Albania területén. Albania már az ókorban ismert lakott terület volt a Kura folyó bal partja és a Kaukázus között elterülő vidéken. Népessége egy ma már kihalt kaukázusi nyelvet, az albánt vagy aluánt beszélte. A névnek nincsen köze az Európában élő, indoeurópai nyelvet beszélő albánok nevéhez. Földjük ősidők óta ütközőterület volt a Római, illetve később a Bizánci Birodalom és Irán között. Az albánok a szomszédos örmények révén igen hamar, már a Kr. u. 4. században megismerkedtek a kereszténységgel. Albánia a perzsa Szászánida-dinasztia idején (140) iráni fennhatóság alá került, s a 6. század közepén is még Irán birtoka volt, amikor Albánia északi részén megerősítették Derbent falait.
620-ban Hérakleiosz megnyerte a kazárokat szövetségesül a perzsa Szászánida Birodalom ellen, és ők 40 ezer katonával vonultak Tiflisz ostromára. Vezetőjüknek ekkor a dzsebgu azaz jabgu cím járt, ami az ekkorra már felbomlott egységes Türk Birodalom idején a nyugati türkök részuralkodójának – közülük elsőként Isteminek – rangja volt. A nyugati türk uralkodó ekkor viszont már a kagán címet viselte. A kazárok fontos városai Balandzsar és Szamandar voltak.
630-ban a kazárok függetlenítették magukat a nyugati türköktől és uralkodójuk felvette a kagáni címet – első említése 652/653-ból ismert – és ezzel létrejött a Kazár Birodalom. Kuvrat ugyanekkor hozta létre tőlük északra az onogur-bolgár birodalmat. Kuvrat 642 körüli halála után a kazárok 670-re a magyarok segítségével felszámolták Kuvrat államát, ezután az onogur-bolgárok helyére – Etelközbe – a magyarok költöztek, a bolgárok pedig kétfelé vándorolva megalapították Volgai Bolgárországot és a dunai Bolgár Birodalmat. A kazár uralom a Krímig, a még bizánci birtok Herszónig ért.
Szíriai Mihály 1199 előtt írta krónikáját bizánci és középperzsa források alapján. Ebben három testvér – Hazarig, Bulgariosz és Pugur–, három nép – a kazárok, bolgárok és ogurok – őse szerepel. A romlott Pugur a helyes Wugur alakból olvasható ogurnak. Bulgariosz népe elvándorol a Dunához, míg a másik két nép az alánok földjére, Bersziliába ment, a Kaukázus északi előterébe. Ezek a 670-es évek eseményei, amikor az onogur-bolgár birodalom felbomlása után a bolgárok nyugatra mentek, a kazárok és az ogurok pedig ezek szerint együtt alakították meg a Kazár Birodalmat.

## Az önálló birodalom

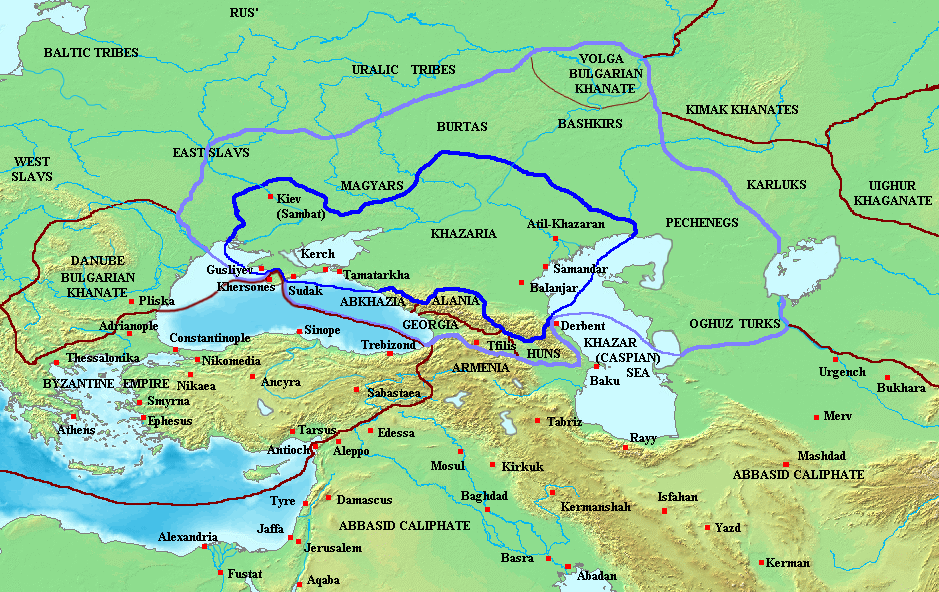
A birodalom 820 körül: a közvetlen kazár uralom sötétkék, a befolyási zóna lila, más határok sötétvörössel jelölve

Központi területük Derbent városától északra, a Kaszpi-tenger északnyugati partvidékén húzódott. Soknemzetiségű birodalmukban különböző ogur-bolgár törzseket, a szavirokat és az iráni alánokat fogták össze.
A kazár uralom a 7. században Krímig, a még bizánci birtok Herszonig ért. A 8. század elején a kazárok beavatkoztak a Bizánci Birodalom trónharcaiba. 695-ben II. Iusztinianoszt Herszonba száműzték, ahol feleségül vette a kazár kagán nővérét, akit ekkor Theodora névre kereszteltek. Nem nyújtottak viszont segítséget a kazárok Iusztinianosznak, aki végül a bolgárok segítségével szerezte vissza trónját 705-től 711-ig. 711-ben a Iusztinianosz ellen Herszonban fellázadó Philippikosz Bardanészt viszont a kazárok segítették, aki véget vetett Iusztinianosz második uralmának.
Az arabok a Szászánida Birodalom meghódítása után keleten Kínát, északon a Kaukázuson túli kazárokat fenyegették. 652-ben az arabok megtámadták a kaukázusi kazár fővárost, Balandzsart, de megsemmisítő vereséget szenvedtek. Ezután fél évszázadig nem indítottak hadjáratot a kazárok ellen.
723-ban áttörték a kaukázusi védelmi vonalakat, és elfoglalták a korábbi kazár fővárost, Szamandart és Balandzsart. A kazárok áthelyezték a fővárost a Volga-deltába, a folyóról elnevezett Etilbe, ekkortól ez lett a „Kánváros” ('Hanbalik').
A kazárok 730-ban Ardabil mellett nyertek egy fontos csatát az Arab Kalifátus ellen, majd szövetkeztek a Bizánci Birodalommal. 732-ben III. León bizánci császár fia Konsztantinosz elvette a kazár kagán lányát, Csicseket („Virág”) aki a keresztségben az Iréné nevet kapta. Az ő fiuk lett a későbbi IV. (Kazár) León császár. A szövetség azonban nem volt tartós.
II. Marván kalifa 737-ben támadást intézett a kazárok ellen, és a kagánnak menekülnie kellett Etilből. A Volga keleti partján tartott észak felé, amikor az arabok elfogták. Ő, hogy mentse az életét, – egy időre – áttért az iszlámra, s ezután visszatérhetett Etilbe.
750-ben az Arab Kalifátus élén az Omajjádokat az Abbászidák váltották, akik elődeiknél sokkal kevésbé agresszív külpolitikát folytattak.
760-ban a kazárok és az arabok szövetséget kötöttek, amit a kazár kagán lányának házasságával pecsételtek meg, akinek nem sokkal későbbi halála után azonban a harcok 764-ig kiújultak.
750 körül a kazár előkelők zsidó hitre térnek.
787-ben a kazárok kiterjesztették uralmukat a krími gótok fölé, akik azonban saját toparchájuk vezetése alatt továbbra is jelentős autonómiát élveztek.
830 körül az Etelközben élő magyar törzsszövetségnek sikerült függetlenedni a kazár kaganátustól.
838-ban a kazár kagán kérésére a bizánciak Petronasz irányításával felépítették Sarkel várát a Don bal partján a mai Cimljanszk közelében a magyar törzsszövetség féken tartására.
A 9. század közepétől a Kijevi Fejedelemség hadjáratokat indított a Kaszpi-tó felé vezető kereskedelmi utak ellenőrzésére. Ezek valószínűleg a Szamarai-kanyar alatt érték el a Volgát, s onnan haladtak a folyó mentén. Ilyen hadjáratról 860-ban, 880-ban, 909–910-ben és 911–912-ben tudunk. A hadjáratok egy része valószínűleg a kazárokkal szövetségben történt, végül azonban megromlott a kazárok és a Kijevi Fejedelemség kapcsolata.
895-ben a kazárok az úzokkal szövetkeztek a besenyők ellen.
Az oroszok ellen a kazárok hvárezmi zsoldosokat is bevetettek, de 965-ben I. Szvjatoszláv kijevi fejedelem az úzokkal szövetségben döntő csapást mért a kazárokra, amikor a fővárost, Etilt is feldúlta. Ezután a birodalom a század végére felőrlődött.
1016-ban a Bizánci Birodalom és a Kijevi Nagyfejedelemség egyesített erői, lerombolták a kazárok fővárosát – ami ekkor a Krím-félszigeten volt – és véget vetettek a kazár kaganátusnak. Ezzel a Kazár Birodalom megszűnt, helyén nem keletkezett új birodalom. A Kelet-Európában feltörekvő új hatalom, az oroszok máshol, a kazároktól nyugatabbra, Kijev központtal kezdték meg államuk kiépítését. Az egykori kazár terület hosszú időre központi hatalom, igazi gazda nélkül maradt: egykori apró részeire hullott szét, melyet a 11. század közepétől a térségben jelenlevő kun-kipcsakok sem szerveztek egységes állammá. E terület is, mint oly sok más Belső-Ázsiában, csak a mongol hódítások nyomán, a 13. században lett újra egy központosított hatalom, jelen esetben az Arany Horda államának részévé. Kazária politikai és kulturális öröksége jelentős: mind a keleti szlávok, mind a magyarok sokat köszönhetnek a 8–9. század kelet-európai birodalmának.

## Államszervezet
A Kazár Birodalom az államiság több fontos ismérvét mutatta: fejlett állami hierarchiája és adórendszere volt. Mindenesetre a 8–9. században kétségkívül Kelet-Európa legfejlettebb állama volt, amely a környező területeket és népeket is adófizetéses vazallusi függésben tartotta. A volgai bolgárok éppúgy adót fizettek a kazároknak, mint a keleti szláv törzsek, s feltehetően a magyarok is hosszú ideig kazár adófizetők voltak.
A források szerint a kazárok szakrális kettős királyság alatt éltek, ahol a névlegesen uralkodó kagán – akinek szakrális kutjától függött a nép sorsa – mellett a második uralkodó, a tényleges irányító és hadvezér uralkodott, akinek címe a különböző források szerint kagán-bég, bég, sad, isad vagy jilig volt. Ahmad ibn Fadlán szerint a harmadik méltóság az udvarban a kündü kagán, a negyedik pedig a dzsausigir volt.
Az idegen népek fölé helyezett tisztségviselőnek az ugyancsak jelentős elteber cím járt.

### Államvallás
A 8. században a kazár kaganátus előkelői – a Bizánci Birodalom, illetve a Kaukázus felől érkező keresztény térítések, illetve a Számánidák emírségéből kisugárzó muszlim hatás közepette felvették a zsidó vallást. Mai szerzők alapján ennek az államilag senki által nem támogatott, sőt inkább mindenki által üldözött vallásnak az elfogadása államvallásként a nem zsidó etnikumú nép vezetői részéről a független állami politika jele és eszköze volt, a kétfelől érezhető politikai-ideológiai nyomás ellen.

## Kazáriai rovás
Számos írásos anyag maradt fenn a Kazár Birodalomból. Ezeket kazáriai rovásírással jegyezték fel. A honfoglaló magyarok ismerték a kazáriai rovást, amit a Homokmégy-halomi rovásfelirat bizonyít. A magyarokhoz csatlakozott avarok szintén használták a kazáriai rovást, ezt igazolja az Alsószentmihályi rovásfelirat.

## Gazdaság
A Kazár Birodalom etnikailag és kulturálisan tarka képet mutatott, ami gazdaságában is megmutatkozott. A Kaukázus vidékének fejlett földműves kultúrája és a városi kultúra egyaránt jelen volt benne. Mindez hatással volt a nomád vezető elem életére is. Olyanfajta félnomád életet éltek, amelyben tavasztól őszig nomadizáltak, télen pedig beköltöztek a városokba.
Az ország helyzeténél fogva jelentős nemzetközi kereskedelmet bonyolított le. Egyrészt a selyemút fontos állomása volt Kína és Bizánc között, másrészt az északi szláv és a volgai bolgár területekről a prémkereskedelem a Volga víziútján keresztül történt.